# TRILL
TRILL是多链接透明互联的缩写，而且也是IETF（互联网工程任务组）推荐的连接层（L2）网络标准。TRILL具有重要性，因为大型数据中心开始利用FCoE（以太网光纤通道）等新技术将存储传输和IP传输融合到以太网连接上，而标准的生成树协议（STP）将不再适合融合网络或超大型数据中心的扩展。随着FCoE采用率的提高，企业存储将开始加入IP网络上的其他协议。从存储的角度来看，随着时间的推移，TRILL至少可以代替L2网络上普遍使用的STP协议。